# Lost Echo
Lost Echo (с англ. — «Затерянное эхо») — компьютерная инди-игра в жанре укажи-и-щёлкни, графической приключенческой игры, разработанная независимой греческой студией KickBack Studios. Выход игры на мобильные устройства iOS состоялся 27 сентября 2013 года. Позже она была выпущена на Windows Mobile 18 июня 2014 года и Android 11 ноября 2015 года. В данной игре необходимо управлять мужчиной по имени Грег, который должен выяснить обстоятельства исчезновения своей возлюбленной. Персонажу необходимо изучать окружающее пространство, взаимодействовать с другими людьми, находить нужные предметы и решать головоломки.
Разработкой игры занимались Ник Константоглу и Вагелис Антонопулос. Раннее Константоглу создавал архитектурные модели в компьютере, свои знания он хотел использовать при создании игры «укажи-и-щёлкни», но с акцентом на реалистичной и эстетически красивой графике. После выхода Lost Echo, разработчики продолжили работу над игрой, в частности выпустили в 2019 году ремастер с улучшенной графикой, а также ведут разработку масштабного дополнения Lost Echo: Resonance.
Критики дали смешанные оценки игре, средняя оценка на агрегаторе Metacritic составляет 71 балл из 100 возможных, при этом рецензенты по разному указывали на достоинства или недостатки игры, однако в целом они оценили художественный стиль по меркам мобильной игры, однако упрекнули за недостаток игровых локаций. Также обозреватели в целом похвалили историю, назвав её увлекательной. Представленные головоломки в игре часть критиков назвали оригинальными, другая же часть посредственными и слишком лёгкими.

## Игровой процесс
Lost Echo представляет собой приключенческую «укажи-и-щёлкни» игру-головоломку, где игрок управляет мужским персонажем по имени Грег, чья конечная цель заключается в нахождении возлюбленной Хлои и её вызволении из лаборатории. Он может перемещаться, бегать в трёхмерном пространстве и взаимодействовать с предметами или персонажами. Двойным нажатием пальца, игра показывает предметы, доступные для взаимодействия. Грегори может вступать в диалоги с другими персонажами и выбирать несколько вариантов ответа или вопроса. Для продвижения в игре необходимо разгадывать головоломки, для чего персонажу потребуется искать нужные предметы, а также добывать нужную информацию у персонажей порой путём обмана. Все найденные предметы собираются в инвентаре персонажа, игрок может комбинировать предметы, а также дополнительно взаимодействовать с персонажами, демонстрируя им эти предметы. Игрок не может провалить уровень, а неудачные диалоги возможно повторить заново.

### Сюжет
Действие происходит в будущем. Грег и Хлоя встречаются в кафе, однако на глазах у мужчины, девушка исчезает во вспышке яркого света. Попытка разузнать причину и природу исчезновения Хлои приводит к тому, что никто из знакомых Грега не помнит никакую Хлою, а мужчина даже не находит признаков присутствия девушки в его квартире. Хотя окружающие начинают подозревать Грега в сумасшествии, это не останавливает героя начать расследование. В баре, Грег видит в новостях изображение Хлои и всяческими способами пытается разузнать местоположение девушки. После прохождения ряда побочных квестов, Грег связывается с «информатором», которая сообщает, что Хлою заключили в лаборатории Ре-тек и которая также следит за главным героем. Грег подозревает, что всё идёт подозрительно гладко, как будто сама судьба потворствует ему.
Информатор и ещё несколько человек решают помочь Грегу проникнуть в лабораторию, чтобы вызволить Хлою. Однако операция проваливается и Хлою пристреливают. Грег оказывается в карманном измерении и встречается с версией себя из будущего, который объясняет, что пользуется устройством для перемещения во времени «эхо» и передаёт его Грегу из настоящего, чтобы тот переместился в прошлое и подстроил ситуацию таким образом, чтобы уже Грег из третьей временной линии преуспел в вызволении Хлои. Так, попав в прошлое, Грегу надо встретится со всеми второстепенными персонажами, с которыми его версия из прошлого должна встретится, чтобы уговорить помочь ему, аналогично, как это сделала версия из будущего. В итоге операция по спасению удаётся, однако Хлоя не помнит Грега и требует оставить её в покое.
Грег в конце концов узнаёт, что его воспоминания к Хлое ненастоящие — а являются побочным эффектом «эхо», которые могут передавать воспоминания из параллельной временной линии. Грег на самом деле видел вспышку, вызванную «эхом», однако вместе с ней ему передались и воспоминания о Хлое. Также «ре-тек» сам подстроил похищение Хлои и проникновение Грега в лабораторию, чтобы подтвердить данную теорию. Грег остаётся не с чем и решает жить дальше, однако в самом конце перед ним появляется Хлоя из параллельной реальности, также использующая «эхо» и они вместе решают сбежать.

## Разработка
Разработкой игры занималась независимая студия KickBack Studios из Греции, состоящая всего из двух человек: Ника Константоглу и Вагелиса Антонопулоса, которые сформировали свою студию в 2012 году, но фактически работали над проектом ещё с 2010 года. Константоглу имел опыт в работе над архитектурными проектами, в частности их визуализации на компьютере. Именно основываясь на данном опыте, Константоглу задумал создать приключенческую игру. При этом дизайнер заметил, что изначально хотел создать амбициозный проект с «инновационной и революционной графикой и игровым процессом» для персональных компьютеров, который конкурировал бы играми класса АА. Константоглу убедил своего двоюродного брата присоединится к разработке игры. У новоявленных разработчиков ушло несколько месяцев на то, чтобы понять, что изначально задуманная ими игра была неосуществима. Тогда братья пришли к идее создать мобильную игру и связать её с жанром укажи и щелкни, так как по их мнению данная игра больше подходила бы для мобильного устройства, нежели компьютера. В качестве игрового движка была использована Unity Pro, поэтому только надстройка для iOS уже сильно била по карманам разработчиков. Антонопулос и Константоглу с самого начала определились с тем, чем будет их игра. Они решили сделать классическую point-and-click-адвенчуру, ориентированную на сенсорное управление, но выделяющуюся своей лучшей графикой, по меркам мобильной игры. Учитывая, что Константоглу имел опыт в создании фотореалистичных архитектурных объектов, разработчики сделали ставку на «великолепное» визуальное пространство. Братья рассчитывали, что на разработку игры у них уйдёт примерно полгода. Сам процесс создания Lost Echo шёл гладко и по задуманному плану. Используя опыт в разработки первой игры, разработчики создали анимации, локации, системы диалогов. После чего они принялись работать над загадками. Однако по мере разработки, братья желали добавить новые элементы в сюжет, делая его ещё сложнее и запутаннее.
В итоге на разработку Lost Echo потребовалось гораздо больше времени, однако разработчики были довольны прототипом, заметив, что «он оказался на 10% лучше задуманного». Тем не менее создатели были по-прежнему не довольны текстурированием и им даже было необходимо полностью переделать некоторые локации. В итоге процесс разработки продолжал растягиваться, существовало множество с первого взгляда незначительных аспектов геймплея, которые требовали доработки или изменения. Разработчики поняли, что им не хватает опыта и ресурсов на исправление всех недочётов. А сторонним наблюдателям стало казаться, что проект Lost Echo начал буксовать. Константоглу столкнулся с тем, что его старый ноутбук Macbook Pro 2006 года, на котором велась разработка, начал постоянно зависать или вовсе выдавал системные ошибки, в итоге работа над текстурированием и светом велась значительно медленнее. Разработчики начали постепенно впадать в отчаяние, заметив, что им приходилось выбирать время на работу над освещением, или же переработку по их мнению неудачных головоломок, с риском ещё больше их испортить. Отдельная проблема была связана с анимацией персонажей, так как Константоглу не имел какого-либо опыта работы в данной области. В итоге модели персонажей переделывались три или четыре раза, чтобы придать им приемлемый вид. Константоглу и Антонопулос заметили, что когда необходимость выпуска стала уже очевидной, они считали свой проект по-прежнему незавершённым. Однако дальнейшая задержка релиза была опасна для игры, поэтому братья решили выпустить Lost Echo и занялись поиском издателя. С появлением новых денежных инвестиций, разработчикам пришлось снова значительно переделывать игру и отказываться от многих заведомо неудачных решений или пересматривать их.

### Анонс и выход
Впервые анонс игры состоялся в июле 2013 года, тогда же KickBack Studios выпустили трейлер игры. Разработчики сопровождали свой анонс следующим комментарием:
Действие „Lost Echo“ происходит в ближайшем будущем и помещает игрока в шкуру человека по имени Грег. Его подруга, Хлоя, исчезает перед его глазами и он пытается выяснить, что произошло. Мы допустили множество ошибок, типичных для новичков, недооценивая время, необходимое для работы над деталями и переоценивая наши способности справляться с задачами с первого раза, но мы никогда не сдавались. 
Оригинальный текст (англ.)Lost Echo is set in a near-future world and puts players in the shoes of a man named Greg. His girlfriend, Chloe, vanishes before his eyes, and he attempts to find out what happened to her. "We [made] a lot of rookie mistakes, underestimating the time things need, overestimating our abilities to get things right the first time, But we never gave upНика Константоглу
Выход Lost Echo на устройства iOS состоялся 27 сентября 2013 года. Оценки игры после её выхода были в целом более благосклонными, и продажи шли лучше чем того ожидали разработчики. Хотя игра и не стала хитом, однако ей удалось собрать вокруг себя фанатскую аудиторию.

### После выхода
Разработка Lost Echo продолжилась и после её выхода, Константоглу с Вагелисом признались, что работа над обновлениями к игре занимали у них полные рабочие дни. Создатели хотели выпустить версию игры на Android, однако из-за того, что Lost Echo разрабатывалась для использования на iPhone, разработчикам пришлось частично переписывать код игры и значительно переработать графический интерфейс, чтобы он поддерживался на различных устройствах. Выход версии для Windows Mobile состоялся 18 июня 2014 года, а для Android — 11 ноября 2015 года.
Разработчики заметили, что хотели извлечь выгоду из совершенствования мобильных устройств и программного обеспечения, внедряя в Lost Echo графические усовершенствования и новые технологии. Активная поддержка игры продолжалась на протяжении трёх лет после выпуска. После обновления движка Unity до пятой версии в 2017 году, которую поддерживали новейшие устройства, разработчики столкнулись с тем, что из игры исчезло освящение и её визуальное качество в целом ухудшилось. Чтобы интегрировать Lost Echoes с новой версией движка, создателям пришлось почти полностью переписать игру, вместе с чем были значительно усовершенствованы визуальные эффекты, вместе с внедрением полностью новой технологии освящения, постобработки, а также улучшенной навигации. Ремастер игры был выпущен в 2019 году.
Также разработчики работают над масштабным дополнением под названием Lost Echo: Resonance, которое является эпилогом к истории. Изначально это должно было стать дополнением, однако в итоге по количеству содержимого, Resonance не уступает оригинальной игре и его можно рассматривать, как полноценное продолжение. Тем не менее разработчики по прежнему хотят выпустить его, как бесплатное обновление. Хотя анонс Resonance состоялся ещё в 2015 году и по прежнему не вышел, создатели в 2019 году уверяли, что не забросили проект, а в итоге сделали его гораздо масштабнее, чем изначально того ожидали.

## Музыка
Композитором музыкального сопровождения к игре выступил Вагелис Антонопулос, один из разработчиков игры. 29 ноября 2013 года вышел альбом Lost Echo — Original Soundtrack в цифровом издании. Музыкальные композиции создавались под впечатлением многих музыкальных жанров. По состоянию на 2013 года, они были одними из самых лучших композиций, написанных для мобильной игры. Песни записывались с участием акустической гитары и синтезатора.
| №   | Название                                     | Автор(ы)            | Длительность |
| --- | -------------------------------------------- | ------------------- | ------------ |
| 1.  | «What will you find?»                        | Вагелис Антонопулос | 1:42         |
| 2.  | «How it begins»                              | Вагелис Антонопулос | 3:28         |
| 3.  | «Connecting Memories»                        | Вагелис Антонопулос | 1:01         |
| 4.  | «Cerebral Ambience»                          | Вагелис Антонопулос | 3:43         |
| 5.  | «Konstantinos Karagiannis - Main Menu Theme» | Вагелис Антонопулос | 0:44         |
| 6.  | «The Cell»                                   | Вагелис Антонопулос | 4:48         |
| 7.  | «Alone Together»                             | Вагелис Антонопулос | 1:00         |
| 8.  | «His Dream»                                  | Вагелис Антонопулос | 3:03         |
| 9.  | «Rejecting Reality»                          | Вагелис Антонопулос | 1:27         |
| 10. | «Not Home»                                   | Вагелис Антонопулос | 2:26         |
| 11. | «Not Me»                                     | Вагелис Антонопулос | 1:06         |
| 12. | «Memory Clock»                               | Вагелис Антонопулос | 1:24         |
| 13. | «Chapter 3»                                  | Вагелис Антонопулос | 2:15         |
| 14. | «Erik Satie - Gymnopedie»                    | Вагелис Антонопулос | 2:38         |
| 15. | «Books»                                      | Вагелис Антонопулос | 2:48         |
| 16. | «Nothing»                                    | Вагелис Антонопулос | 1:05         |
| 17. | «Bad Plans 0»                                | Вагелис Антонопулос | 3:19         |
| 18. | «Field Ambience»                             | Вагелис Антонопулос | 2:22         |
| 19. | «Returning»                                  | Вагелис Антонопулос | 2:05         |
| 20. | «The Bar (do you like it?)»                  | Вагелис Антонопулос | 2:04         |
| 21. | «Books (reprise)»                            | Вагелис Антонопулос | 3:21         |
| 22. | «Searching»                                  | Вагелис Антонопулос | 3:23         |
| 23. | «Traveling without moving»                   | Вагелис Антонопулос | 2:32         |
| 24. | «Alley»                                      | Вагелис Антонопулос | 3:36         |
| 25. | «Part of the truth»                          | Вагелис Антонопулос | 2:25         |

## Критика
| Сводный рейтинг    | Сводный рейтинг |
| Агрегатор          | Оценка          |
| ------------------ | --------------- |
| Metacritic         | (iOS) 71/100    |
| Иноязычные издания |                 |
| Издание            | Оценка          |
| Adventure Gamers   | [ 2 ]           |
| 148Apps            | [ 6 ]           |
| GameOver.gr        | 80 %            |
| God is a Geek      | 7/10            |
| Vandal             | 7/10            |
| Gamezebo           | 70 %            |
| Pocket Gamer UK    | [ 18 ]          |

Оценки игровых критиков можно охарактеризовать в целом, как смешанные. Часть рецензентов оставили восторженные оценки, другая часть — сдержанные. Средняя оценка на агрегаторе Metacritic составляет 71 балл из 100 возможных.
Критик сайта Adventure Gamers считает, что Lost Echo — это стильное и инновационное воплощение всего, что должно быть в современной мобильной приключенческой игре. Представитель GameOver заметил, что игра совмещает в себе передовую по меркам мобильной игры графику и традиционный игровой процесс, которой придётся по вкусу игроку, выросшему на приключенческих играх 90-х годов. Аналогичное заметил критик сайта Vandal, заметив, что Lost Echo это во многих отношениях крайне традиционная приключенческая игра. Рецензент God is a Geek считает, что Lost Echo вышла на фоне возрождения интереса к приключенческим играм, например The Walking Dead и Superbrothers: Sword & Sorcery, вышедшим также на мобильные устройства. Тем не менее критик считает, что игра не сумела в полной мере использовать свой потенциал, предоставив слишком короткую историю, малое количество локаций и недостаточно сложные головоломки.

### Дизайн и история
Многие критики похвалили сюжет в Lost Echo, назвав историю прекрасно написанной, наполненной хорошим чувством юмора. Сюжет также обладает необычными поворотами, меняющими саму его суть и переосмысливающими все раннее произошедшие события. Критик сайта Adventure Gamers заметил, что представленная в игре история имеет убедительную завязку, а кинематографически представленная сцена исчезновения Хлои поразительна и сразу же задаёт тон для остальной части игры. Критики также оценили проработанных второстепенных персонажей, выделяющихся своей индивидуальностью, а также введением юмора вместе с диалогами. Критик сайта God is a Geek назвал историю короткой, увлекательной, но и наполненной скучными взаимодействиями. Часть критиков наоборот считают представленный сюжет в игре плохим, например представитель сайта Vandal назвал историю хоть и привлекательной, но и не достаточно оригинальной, мотивы главного героя не ясны до конца, из-за чего с ним сложно установить эмоциональную связь. Похожее мнение оставил рецензент Pocket Gamer, назвав главного героя невыразительным и не умным, неспособным толком позаботится о себе. Также критик в целом назвал историю недостаточно сильной, хотя и с некоторой интригой, а её персонажей — скучными и плохо прописанными.
Некоторые критики также указали на то, что отсутствие озвучивания сильно испортило впечатление от Lost Echo. Рецензент сайта Adventure Gamers решил не понижать общею оценку игры, сославшись на то, что это простительно для команды разработчиков, состоящей всего из двух человек. Представитель God is a Geek заметил, что отсутствие озвучивания вкупе с мимикой персонажей делает диалоги неестественными.
Критики в целом похвалили игру за её визуальную художественную эстетику они заметили, как игра внимательно относится к визуальному стилю и освящению тщательно проработанного окружающего пространства. Критик Adventure Gamers назвал это воплощением совершенной элегантности, а сам игровой мир наполнен экстравагантной атмосферой и абстрактными образами. Критик сайта God is a Geek заметил, что такое внимание к деталям и дизайну позволяет игре конкурировать с ранними играми для игровых приставок нынешнего поколения, рецензент Pocket Gamer также увидел в визуальной эстетике сходство с ПК-игрой Dreamfall. Некоторые критики наоборот указали на ограниченное и разрозненное количество локаций. Представитель сайта Vandal считает, что игровой мир напоминает коллекцию уровней с красивым дизайном, без ощущения реалистичного или сплоченного мира, аналогично критик Pocket Gamet заметил, что игровой мир чувствуется искусственным. Также некоторые критики указали на неудачный дизайн персонажей, в частности их низкополигональные лица и отсутствие мимики, делающей персонажей похожих на пластиковых кукол. Хотя для мобильной игры это не так критично.
Часть критиков похвалили музыкальное озвучивание в игре, например критик сайта Adventure Gamers заметил, что богатое визуальное пространство прекрасно сочетается с пианино, тихим барабаном и мягким оркестровым гулом, что делает Lost Echo виртуозным, мрачным произведением, которое достойно стать классической кинолентой. Критик признался, что никогда раннее не встречал такое великолепное музыкальное сопровождение в мобильной игре. Рецензент 148apps считает, что представленный в игре саундтрек создаёт идеальную атмосферу для каждой сцены и события.

### Игровой процесс и головоломки
Критики признались, что представленное управление в игре достаточно простое, интуитивно понятное и быстрое в усвоении. Критик сайта Adventure Gamers отдельно оценил возможность взаимодействовать почти с любыми предметами в инвентаре, даже если это не помогает сюжету и неуместно для конкретной ситуации. Представитель сайта Vandal заметил, что несмотря на простое управление, игра определённо лучше подходит для игры на планшете.
Головоломки в игре получили смешанными оценки. Некоторые критики заметили, что представленные в игре квесты поощряют в игроке творческий потенциал и логическое мышление, а также необходимость идти на нестандартные решения, как это было например реализовано в играх Monkey Island. Другая часть критиков наоборот сочла головоломки слишком посредственными и простыми. Критик сайта God is a Geek считает представленные квесты в игре слишком простыми в основном из-за маленьких локаций, которые стали «платой» за качественную графику. Рецензент Pocket Gamer назвал головоломки в игре набором произвольных заданий в целом непримечательном приключении. Отдельно представитель 149apps оценил введение двух режимов в разным уровнем сложности. Рецензент сайта Vandal наоборот считает, что игра настолько проста, что наличие «простого режима» просто превращает Lost Echo в игровую версию фильма с минимальными препятствиями. Тем не менее в игре встречаются достойные квесты, например разгадывание жульничества в покер, игра в шахматы или необходимость разбирать пистолет.